# 발트슬라브어파
발트슬라브어파는 발트어파와 슬라브어파를 묶는 가상적인 어파이다. 하지만 여러 가지 여타 가상적인 어파들과는 달리 발트어파와 슬라브어파는 공통적인 내적 발달과정을 거쳤으리라 여겨지는 일련의 수많은 증거가 있다. 실제로 발트어파와 슬라브어파는 기본어휘 수백여개를 공유하는 등 다른 어떤 인구어족 어파보다 서로 닮았다. 현존하는 인도유럽어족 중에서 가장 인도유럽조어의 특성을 보존하고 있는 어파들 중 하나라고 알려져 있다.

## 같이 보기
- 전부문화